# ブリストル (軽巡洋艦)
|          |                                                                                              |
| 艦歴     |                                                                                              |
| 発注     |                                                                                              |
| 起工     | 1909年3月                                                                                    |
| 進水     | 1910年2月23日                                                                                |
| 就役     | 1910年12月                                                                                   |
| 退役     |                                                                                              |
| その後   | 1921年5月9日にスクラップとして売却                                                           |
| 除籍     |                                                                                              |
| 性能諸元 |                                                                                              |
| 排水量   | 4,800トン                                                                                    |
| 全長     | 453 ft                                                                                       |
| 全幅     | 47 ft                                                                                        |
| 吃水     | 15.5 ft                                                                                      |
| 機関     | ブラウン＝カーチス蒸気タービン、4軸推進、 ヤーロウ缶12基、22,000hp                           |
| 最大速   | 25ノット (46 km/h)                                                                           |
| 乗員     | 411名                                                                                        |
| 兵装     | 6インチ砲2門、 4インチ砲10門、 3インチ砲1門、 3ポンド砲4門、 機銃4基、 18インチ魚雷発射管2門 |

ブリストル (HMS Bristol) は、イギリス海軍の防護巡洋艦。ブリストル級防護巡洋艦の1隻。艦名はブリストルに因む。その名を持つ艦としては5隻目。

## 艦歴
「ブリストル」は1909年3月にジョン・ブラウン社のクライドバンク造船所で起工し、1910年2月23日に進水した。
1914年に第一次世界大戦が勃発したとき、「ブリストル」は西インド諸島で活動中であった。「ブリストル」はカナダ巡洋艦「ナイオビ」の船団護衛を支援するよう命じられて北上したが、その途中の8月6日にイギリス巡洋艦「サフォーク」がドイツ巡洋艦「カールスルーエ」に遭遇。「ブリストル」はその北に位置していたため、北へ逃走し「サフォーク」を振り切った「カールスルーエ」と同日の日没後に遭遇した。両艦は砲戦を行ったが共に命中弾は得られず、「カールスルーエ」は南東へ逃走。「ブリストル」は追跡したが「カールスルーエ」を見失った。「ブリストル」は第一次世界大戦で戦闘活動を行った最初のイギリス艦艇であった。
1914年12月8日に生起したフォークランド沖海戦に際しては、マクシミリアン・フォン・シュペーが指揮するドイツ東洋艦隊がフォークランド諸島沖に現れた際に、折悪くスタンリー港内で整備中であったため出港準備が間に合わず、同海戦に参戦できなかった。
その後「ブリストル」は地中海で活動し、1916年にはイタリア軍指揮下のアドリア艦隊に加わり、1917年7月のオトラント海峡海戦ではオーストリア＝ハンガリー帝国海軍の巡洋艦と交戦した。終戦時には南アメリカの沖合で活動していた。
「ブリストル」は1921年5月9日にコーンウォール州ヘイルのウォード社にスクラップとして売却された。